# Neaspilota viridescens
Neaspilota viridescens es una especie de insecto del género Neaspilota de la familia Tephritidae del orden Diptera.

## Historia
Quisenberry la describió científicamente por primera vez en el año 1949.